# Kepler-90b
Kepler-90b es un planeta que orbita a la estrella Kepler-90 en la constelación de Draco. El planeta es una Supertierra. 
Kepler-90b es un 31% más grande que la Tierra. Tiene una resonancia orbital 5:4 con Kepler-90c. Esto significa que en el tiempo que tarda Kepler-90b en orbitar la estrella cinco veces, Kepler-90c orbita la estrella exactamente cuatro veces por lo que los planetas siempre se encuentran en las mismas posiciones. Resonancias similares también existen en las lunas interiores de Júpiter.